# Sierra Gorda (Chili)
Sierra Gorda is een gemeente in de Chileense provincie Antofagasta in de regio Antofagasta. Sierra Gorda telde 10.186 inwoners in 2017 en heeft een oppervlakte van 12.886 km².
- Virtual International Authority File: 242714071